# Diana Cignoni
Diana Cignoni (* vor 1989 in Deutschland) ist eine deutsch-US-amerikanische Schauspielerin und preisgekrönte Filmemacherin.

## Leben
Cignoni wuchs in Deutschland auf, ihr Großonkel war Josef Wagner, der 1907 in Hausen bei Augsburg geboren wurde und die deutsche Josef-Wagner-Stiftung mit Sitz in Friedrichshafen und die schweizerische JOSEF WAGNER-STIFTUNG mit Sitz in Altstätten, St. Gallen gründete. Cignoni wurde Model (Der Preis ist heiß 1989–1990) und ging dann nach New York City, wo sie das Actors Studio und das HB Studio besuchte. Als Schauspielerin spielte sie 1992 die Andrea Gartner in der Folge Die Reise nach München der Krimiserie Derrick. Ein Jahr später war sie als Dabo Girl in zwei Folgen der Science-Fiction-Serie Star Trek: Deep Space Nine zu sehen. Sie trat in einigen weiteren Filmproduktionen auf sowie in je einer Folge der Serien Pretender (2000) und Diagnose: Mord (2001). 2019 verkörperte sie die Clare in Abbi Lake O’Neills Film Surviving in L.A.
Als Filmemacherin gründete sie ihre eigene Firma Ground Hero Film. Sie erschuf einige Werke, meist Kurzfilme, die mehrere Auszeichnungen auf verschiedenen Filmfestivals weltweit bekamen. Unter anderem erhielt sie auf dem Santa Monica Independent Film Festival für ihren Film One Weekend 2014 den Audience Choice Award. Der Kurzfilm Palm Trees wurde dort ein Jahr später als „Best Narrative Short“ geehrt. Auf demselben Festival erhielt ihr Dokumentarfilm Perfect 2016 den Audience Choice Award und eine Auszeichnung als bester Dokumentarfilm. 2017 bekam sie auf dem TeaDance Gay and Lesbian Film Festival den Jury Award für ihren Kurzfilm Lulu. Etliche weitere Auszeichnungen folgten.
Cignoni gewann auch als Mitglied des Odyssey Theatre Los Angeles mehrere Preise und ist Mitglied von Film Fatales sowie der Gaba Film Initiative. Ebenfalls ist sie in Cady McClains preisgekrönter Dokumentarserie Seeing Is Believing: Women Direct zu sehen, die über Frauen, die Regie führen, berichtet.

## Filmografie

### Als Schauspielerin
- 1992: Derrick (Fernsehserie, 1. Folge Staffel 19: Die Reise nach München)
- 1993: Star Trek: Deep Space Nine (Fernsehserie, 2 Folgen)
- 1993: Amore!
- 1998: Free Enterprise
- 1999: Junked
- 2000: Pretender (The Pretender, Fernsehserie, eine Folge)
- 2001: Diagnose: Mord (Diagnosis Murder, Fernsehserie, eine Folge)
- 2002: Spanish Fly
- 2003: Nobody Needs to Know
- 2004: Y.M.I.
- 2008: The Rules (Kurzfilm)
- 2011: Pirates of the Caribbean: Tales of the Code: Wedlocked (Kurzfilm)
- 2019: Surviving in L.A.

### Als Filmemacherin
- 2009: Somewhere in the Background (Kurzfilm)
- 2009: Missing (Kurzfilm)
- 2009: Crutch (Kurzfilm)
- 2011: Red Moon (Kurzfilm)
- 2014: One Weekend
- 2015: Palm Trees (Kurzfilm)
- 2016: Juice (Kurzfilm)
- 2016: Perfect (Dokumentarfilm)
- 2016: Bruises (Kurzfilm)
- 2017: Blood Wolf (Kurzfilm)
- 2018: Lulu (Kurzfilm)
- 2018: The Sonnet Project (Fernsehserie, eine Folge)
- 2019: Snow Child (Kurzfilm)

## Auszeichnungen
- 2014: Santa Monica Independent Film Festival – Audience Choice Award für One Weekend
- 2015: Santa Monica Independent Film Festival – Auszeichnung in der Kategorie „Best Narrative Short“ für Palm Trees
- 2016: Santa Monica Independent Film Festival – Auszeichnung als bester Dokumentarfilm für Perfect
- 2016: Santa Monica Independent Film Festival – Audience Choice Award für Perfect
- 2017: TeaDance Gay and Lesbian Film Festival – Jury Award für Lulu
- 2018: Queen Palm Film Fest – Auszeichnung als bester Trailer für Lulu
- 2018: Germany International Film Festival – Rising Star Award für Brennhausen
- 2018: ARFF Berlin – Jury Award für Blood Wolf
- 2018: ARFF Paris – Auszeichnung als bester Kurzfilm für Blood Wolf
- 2019: Calcutta International Cult Film Festival – Auszeichnung in der Kategorie „Best Film on Disability“ für Perfect
- 2019: Cult Critic Movie Awards – Auszeichnung in der Kategorie „Best Film on Disability“ für Perfect
- 2019: Virgin Spring Cine Fest – Auszeichnung in der Kategorie „Best Film on Disability“ für Perfect
- 2019: L’Age d’Or International Arthouse Film Festival – Auszeichnung in der Kategorie „Best Film on Women“ für Perfect
- 2019: L’Age d’Or International Arthouse Film Festival – Auszeichnung in der Kategorie „Best Women’s Film“ für Snow Child